# Selección de fútbol sub-23 de Arabia Saudita
La Selección de fútbol sub-23 de Arabia Saudita, conocida también como la Selección olímpica de fútbol de Arabia Saudita, es el equipo que representa al país en Fútbol en los Juegos Olímpicos, el Campeonato Sub-23 de la AFC y en el Copa de Naciones Sub-23 del Golfo; y es controlada por la Federación de Fútbol de Arabia Saudita.

## Palmarés
- Campeonato de Naciones Sub-23 del Golfo: 2

2008, 2012
- Campeonato Sub-22 de la AFC: 0
  - Finalista: 1

2013

## Estadísticas

### Juegos Olímpicos
| Año            | Ronda                 | J                     | G                     | E                     | P                     | GF                    | GC                    |
| -------------- | --------------------- | --------------------- | --------------------- | --------------------- | --------------------- | --------------------- | --------------------- |
| antes de 1988  | véase selección mayor | véase selección mayor | véase selección mayor | véase selección mayor | véase selección mayor | véase selección mayor | véase selección mayor |
| 1992           | No clasificó          | No clasificó          | No clasificó          | No clasificó          | No clasificó          | No clasificó          | No clasificó          |
| 1996           | Fase de grupos        | 3                     | 0                     | 0                     | 3                     | 2                     | 5                     |
| de 2000 a 2016 | No clasificó          | No clasificó          | No clasificó          | No clasificó          | No clasificó          | No clasificó          | No clasificó          |
| 2020           | Fase de grupos        | 3                     | 0                     | 0                     | 3                     | 4                     | 8                     |
| Total          |                       | 6                     | 0                     | 0                     | 6                     | 6                     | 13                    |

### Campeonato Sub-23 de la AFC
| Año  | Ronda         | J | G | E | P | GF | GC |
| ---- | ------------- | - | - | - | - | -- | -- |
| 2013 | Subcampeón    | 6 | 4 | 0 | 2 | 9  | 7  |
| 2016 | Primera ronda | 3 | 0 | 2 | 1 | 5  | 6  |
| 2018 | Primera ronda | 3 | 0 | 2 | 1 | 2  | 3  |
| 2020 | Subcampeón    | 6 | 4 | 1 | 1 | 5  | 2  |

### Copa de Naciones del Golfo Sub-23
| Récord | Récord         | Récord | Récord | Récord | Récord | Récord | Récord | Récord |
| Año    | Ronda          | J      | G      | E      | P      | GF     | GC     |        |
| ------ | -------------- | ------ | ------ | ------ | ------ | ------ | ------ | ------ |
| 2008   | Campeón        | 4      | 3      | 1      | 0      | 7      | 2      |        |
| 2010   | Fase de grupos | 2      | 0      | 1      | 1      | 1      | 2      |        |
| 2011   | 3º Lugar       | 4      | 3      | 0      | 1      | 11     | 5      |        |
| 2012   | Campeón        | 4      | 3      | 1      | 0      | 9      | 1      |        |
| Total  |                | 14     | 9      | 3      | 2      | 28     | 10     |        |